# 1963-as afrikai nemzetek kupája
Az 1963-as afrikai nemzetek kupája a negyedik volt a sorban, amit az Afrikai Labdarúgó-szövetség rendezett. A házigazda Ghána volt, és a ghánai labdarúgó-válogatott első tornáján rögtön bajnok lett.

## A csoport
| Csapat  | Pont | Mérk | Gy | D | V | G+ | G- | +/- |
| ------- | ---- | ---- | -- | - | - | -- | -- | --- |
| Ghána   | 3    | 2    | 1  | 1 | 0 | 3  | 1  | +2  |
| Etiópia | 2    | 2    | 1  | 0 | 1 | 4  | 4  | 0   |
| Tunézia | 1    | 2    | 0  | 1 | 1 | 3  | 5  | -2  |

1963. november 22.
| Ghána · Mfum 9 | 1–1 | Tunézia · Dzsedidi 36 | - |

1963. november 26.
| Ghána · Acquah (2) | 2–0 | Etiópia | - |

1963. november 28.
| Etiópia · Menguistou (2) · Girma · Tesfaye | 4–2 | Tunézia · Abd el-Mazsíd Setáli · Dzsedidi | - |

## B csoport
| Csapat   | Pont | Mérk | Gy | D | V | G+ | G- | +/- |
| -------- | ---- | ---- | -- | - | - | -- | -- | --- |
| Szudán   | 3    | 2    | 1  | 1 | 0 | 6  | 2  | +4  |
| Egyiptom | 3    | 2    | 1  | 1 | 0 | 8  | 5  | +3  |
| Nigéria  | 0    | 2    | 0  | 1 | 2 | 3  | 10 | -7  |

1963. november 24.
| Egyiptom · Haszan es-Sázli 42, 44, 81, 87 · Rida 30, 32 | 6–3 | Nigéria · Okepe 78 · Bassey 82 · Onya 89 | - |

1963. november 26.
| Egyiptom · Haszan es-Sázli 5 · Riza 7 | 2–2 | Szudán · Djaska 60, 75 | - |

1963. november 28.
| Szudán · Nincs információ | 4–0 | Nigéria | - |

## Bronzmérkőzés
1963. november 30.
| Egyiptom · Rijád · Taha · Haszan es-Sázli | 3–0 | Etiópia | - |

## Döntő
1963. december 1.
| Ghána · Aggrey-Fin (pen) 62 · Mfum 72, 82 | 3–0 | Szudán | - |

| 1963-as afrikai nemzetek kupája bajnoka: GHÁNA |